# Совмещающиеся изображения
Совмещающиеся изображения — один из элементов защиты банкнот от подделки. Относится к полиграфическим защитным признакам.
Совмещающиеся изображения состоят из дополняющих друга изображений или их фрагментов спереди и сзади, которые образуют общую картину только при наблюдении на просвет. Совмещающиеся изображения печатаются на особых печатных машинах, которые могут с одного прогона сделать двухсторонний офсетный оттиск с высоким качеством изображений и высокой точностью. Поэтому фальшивомонетчикам трудно воспроизвести этот эффект. Преимущество совмещающихся изображений состоит в том, что даже небольшие неточности фальшивомонетчиков легче распознать.
На российских рублях до модификации 2004 года в качестве совмещающихся изображений выступал орнамент: неокрашенные элементы с одной стороны дополнялись цветными с другой. На банкнотах евро первой серии 2002 года фрагменты цифр номинала в левом верхнем углу дополняются другими фрагментами, напечатанными на тыльной стороне, и в результате при взгляде на просвет можно увидеть цельное изображение номинала. Другими примерами совмещающихся изображений могут служить крест на швейцарских франках и буква D на последних немецких марках.

Совмещающиеся изображения
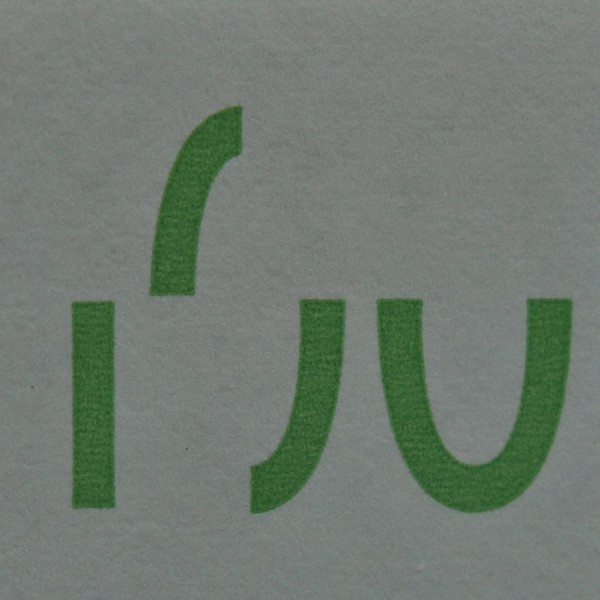
Совмещающиеся изображения банкноты 100 евро (ES1) (лицевая сторона)
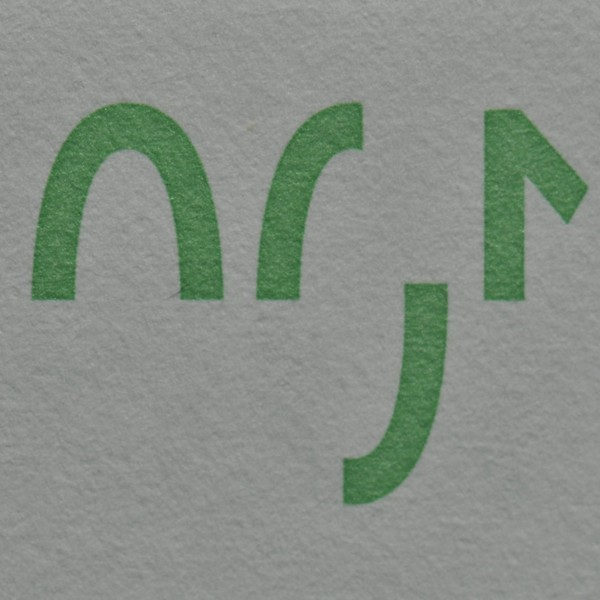
Совмещающиеся изображения банкноты 100 евро (ES1) (тыльная сторона)
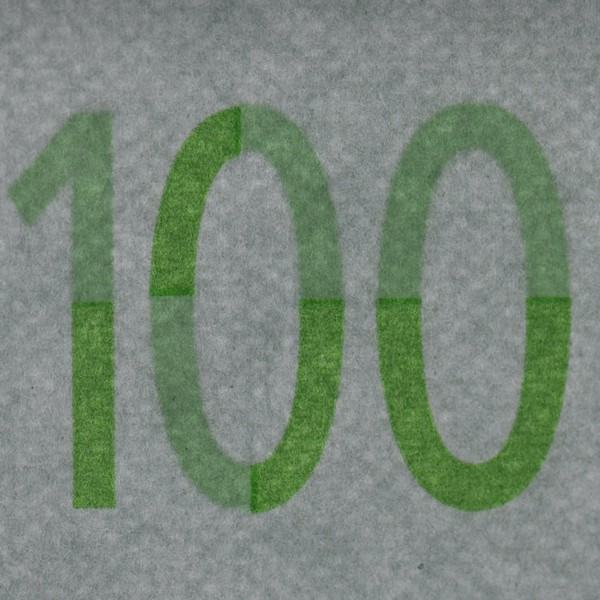
Совмещающиеся изображения банкноты 100 евро (ES1) (взгляд на просвет)
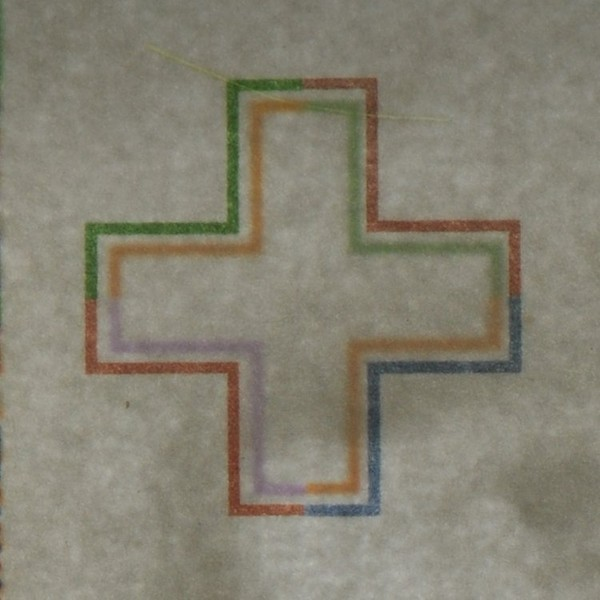
Совмещающиеся изображения банкноты 50 швейцарских франков (серия 8) (взгляд на просвет)

Различные узоры или символы печатаются друг над другом или рядом друг с другом, так что вместе они образуют узнаваемое изображение. Даже самые малые неточности печати могут быть распознаны невооружённым глазом, поскольку тогда изображение выглядит искажённым.